# Dimidiochromis dimidiatus
Dimidiochromis dimidiatus es una especie de peces de la familia Cichlidae en el orden de los Perciformes.

## Morfología
Los machos pueden llegar alcanzar los 20 cm de longitud total.

## Alimentación
Come invertebrados.

## Hábitat
Es una especie de clima tropical que se encuentra hasta los 2 m de profundidad.

## Distribución geográfica
Se encuentran en África:  lago Malawi.